# Abrahadabra
Abrahadabra é o nono álbum de estúdio da banda de Symphonic Black Metal norueguesa Dimmu Borgir. O primeiro single do álbum, "Gateways", foi lançado em 20 de agosto de 2010 na Europa e quatro dias depois na América do Norte. Em 14 de setembro, foi lançado o vídeo para a faixa com a participação de Agnete Kjølsrud, líder da banda Djerv. Em 17 de setembro, a música "Born Treacherous" foi disponibilizada no myspace oficial da banda. No dia 24 de setembro, a banda anunciou que liberaria o álbum em sua totalidade para ser ouvido na noite do mesmo dia. O acontecimento marcou o primeiro lançamento oficial de todas as faixas contidas no disco. Este álbum já não conta com a presença do baixista e segundo vocal ICS Vortex.

## Faixas
Todas as letras escritas por  Silenoz.  Todas as músicas compostas por Shagrath, Silenoz e Galder.
| N.º | Título                        | Duração |  |
| 1.  | "Xibir" (Instrumental)        | 2:50    |  |
| 2.  | "Born Treacherous"            | 5:02    |  |
| 3.  | "Gateways"                    | 5:10    |  |
| 4.  | "Chess with the Abyss"        | 4:08    |  |
| 5.  | "Dimmu Borgir"                | 5:35    |  |
| 6.  | "Ritualist"                   | 5:13    |  |
| 7.  | "The Demiurge Molecule"       | 5:29    |  |
| 8.  | "A Jewel Traced Through Coal" | 5:16    |  |
| 9.  | "Renewal"                     | 4:11    |  |
| 10. | "Endings and Continuations"   | 5:58    |  |

| Edição limitada europeia |                                |         |  |
| N.º                      | Título                         | Duração |  |
| 11.                      | "Gateways" (Versão orquestral) | 5:44    |  |

| Edição Mailorder |                                              |         |  |
| N.º              | Título                                       | Duração |  |
| 11.              | "DMDR (Dead Men Don't Rape)" (cover de GGFH) | 4:24    |  |
| 12.              | "Perfect Strangers" (cover de Deep Purple)   | 5:01    |  |
| 13.              | "Gateways" (Versão orquestral)               | 5:44    |  |
| 14.              | "Dimmu Borgir" (Versão orquestral)           | 5:35    |  |
| 15.              | "Gateways" (videoclipe)                      |         |  |

| Edição limitada americana |                                    |         |  |
| N.º                       | Título                             | Duração |  |
| 11.                       | "Dimmu Borgir" (Versão orquestral) | 5:35    |  |

| Edição Limitada Japonesa |                                            |         |  |
| N.º                      | Título                                     | Duração |  |
| 11.                      | "Gateways" (Versão orquestral)             | 5:44    |  |
| 12.                      | "Perfect Strangers" (cover de Deep Purple) | 5:01    |  |

| Edição iTunes |                                             |         |  |
| N.º           | Título                                      | Duração |  |
| 11.           | "Gateways" (Versão orquestral)              | 5:44    |  |
| 12.           | "The Demiurge Molecule" (Versão orquestral) | 5:23    |  |
| 13.           | "Gateways" (videoclipe)                     |         |  |

| Edição HOT TOPIC |                                              |         |  |
| N.º              | Título                                       | Duração |  |
| 11.              | "DMDR (Dead Men Don't Rape)" (cover de GGFH) | 4:24    |  |
| 12.              | "Perfect Strangers" (cover de Deep Purple)   | 5:03    |  |
| 13.              | "Gateways" (videoclipe)                      |         |  |

## Produção
| Críticas profissionais | Críticas profissionais |
| Avaliações da crítica  | Avaliações da crítica  |
| Fonte                  | Avaliação              |
| ---------------------- | ---------------------- |
| Absurd History         | [ 3 ]                  |
| Allmusic               | [ 4 ]                  |
| Metal Hammer           | (de)                   |
| Lords of Metal         | (8.7/10)               |
| Fury Rocks             | (8.2/10)               |
| Blabbermouth.net       | [ 8 ]                  |
| BW&BK                  | [ 9 ]                  |

O processo de produção do Abrahadabra levou 11 meses. Silenoz explicou que o maior espaço de tempo entre álbuns era porque a banda havia parado de compor durante turnês, o que estava afetando a qualidade da música. Ele descreveu o novo álbum como tendo uma "sensação sinistra e assustadora", além de declarar que o disco é épico, primitivo, atmosférico e ambiente. Junto da declaração, foi revelado que Shagrath havia voltado para os teclados. O álbum conta com a participação da "Norwegian Radio Orchestra" assim como o grupo de coral Norueguês "Schola Cantorum", totalizando mais de 100 músicos e cantores.
Gaute Storaas, compositor e arranjador da orquestra, deixou uma declaração sobre seu papel ao trabalhar no disco: "A música deles é épica, sinfônica e temática já na criação; eles, claramente, têm tido uma visão orquestral mais íntima na hora de compor. Meu papel em meio a isso é, às vezes, apenas transcrever os temas, às vezes, pegar as idéias, desmembrá-las e então reconstruí-las da maneira que melhor represente as intenções da banda. A música também deve ser, além de interessante, possível de ser tocada pelos músicos, e com sorte, atender os padrões de qualidade do mundo orquestral."

### Título e arte
"Abrahadabra" foi um termo criado pelo autor Aleister Crowley em sua obra Liber AL vel Legis, que, livremente traduzido, significa "Eu crio enquanto falo". O álbum é o segundo do repertório da banda a não ter o tradicional título de três palavras. Silenoz explicou: "Teve muito sentido a partir daí. Ele serviu seu propósito. Somos uma banda que sempre procura seguir em frente e mudar. Um título com apenas uma palavra cai perfeitamente com o novo material. Além disso, Silenoz fez referência às mudanças da banda no conteúdo musical e das letras, assim como as mudanças no papel de cada um e na formação da banda.
A capa do álbum foi feita por Joachim Luetke, que descreveu a arte como sendo "fria, desolada, hibernal e pós-industrial". Luetke ainda acrescentou que a máscara que aparece como figura central é uma menção ao trabalho "Elder Gods" do escritor de ficção e terror H. P. Lovecraft. A máscara/face personifica o domínio dos poderes além da humanidade. Os deuses sem nome testemunharam o nascimento do nosso universo e assistirão sua implosão. Para eles, a era do ser humano é apenas um piscar de olhos.

### Estilo musical
Como foi dito pelos guitarristas Silenoz e Galder numa entrevista à Outune.net, o álbum apresenta influências musicais remanescentes de ambos os predecessores "Puritanical Euphoric Misanthropia" e "Death Cult Armageddon", com mais ênfase nos arranjos orquestrais.

## Créditos
Dimmu Borgir
- Shagrath – vocal, teclados, efeitos
- Silenoz – guitarra base
- Galder – guitarra solo

Músicos adicionais
- Snowy Shaw - baixo, vocais limpos (nas faixas 4, 6, 9 e em "Perfect Strangers")
- Daray - bateria
- Gerlioz - teclado
- Kristoffer Rygg - vocais limpos (na faixa 10)
- Agnete Kjølsrud - vocais femininos (nas faixas 3 e 10)
- Andy Sneap - solos de guitarra (nas faixas 3 e 9)
- Ricky Black - slide guitar (na faixa 10)
- Orquestração e coral arranjados por Gaute Storås e conduzido por Rune Halvorsen
- Gravado com a Norwegian Radio Orchestra
- Schola Cantorum (Coral norueguês) - coral

Equipe técnica
- Mixado por Andy Sneap e Dimmu Borgir
- Masterizado por Andy Sneap, Russ Russell e Dimmu Borgir
- Produção por Daniel Bergstrand, Russ Russell e Shagrath
- Arte por Joachim Luetke

## Histórico de lançamento
| País           | Data                   |
| -------------- | ---------------------- |
| Japão          | 22 de setembro de 2010 |
| Alemanha       | 24 de setembro de 2010 |
| Europa         | 27 de setembro de 2010 |
| Austrália      | 1º de outubro de 2010  |
| Estados Unidos | 12 de outubro de 2010  |

## Desempenho nas paradas
| Parada musical (2010)   | Melhor Posição |
| ----------------------- | -------------- |
| Austrian Albums Chart   | 20             |
| Belgian Albums Chart    | 41             |
| Croatian Albums Chart   | 25             |
| Dutch Albums Chart      | 100            |
| European Top 100 Albums | 33             |
| Finnish Albums Chart    | 8              |
| French Albums Chart     | 43             |
| German Albums Chart     | 15             |
| Japanese Albums Chart   | 282            |
| Norwegian Albums Chart  | 2              |
| Polish Albums Chart     | 50             |
| Swedish Albums Chart    | 17             |
| Swiss Albums Chart      | 24             |
| UK Albums Chart         | 117            |
| US Billboard 200        | 42             |